# Isaac Carrasco
Isaac Carrasco Rivas (* 14. August 1928 in Mariquina; † 5. April 2004 in La Serena) war ein chilenischer Fußballspieler und -trainer. Als Spieler absolvierte der Linksverteidiger 25 Länderspiele. Zudem trainierte der Marinero genannte Carrasco 1984 die Nationalmannschaft Chiles für ein Spiel.

## Karriere

### Verein
Isaac Carrasco begann seine Karriere bei Naval de Talcahuano und wechselte 1952 in die Hauptstadt zu Audax Italiano. 1954 verpflichtete der CSD Colo-Colo den Abwehrspieler, der für den neuen Klub im Mai sein erstes Spiel gegen den CD Green Cross absolvierte. Mit den Albos wurde Carrasco Meister 1956 und Pokalsieger 1958. Nach sechs Jahren bei Colo-Colo spielte Carrasco fünf Jahre für Santiago Morning und beendete im Juni 1964 seine Karriere.

### Nationalmannschaft
Isaac Carrasco gab sein Debüt für Chile im Februar 1954 bei der 0:4-Niederlage im Qualifikationsspiel zur Weltmeisterschaft 1954 gegen Paraguay. Für das Endturnier in der Schweiz qualifizierte sich La Roja nicht. Carrasco spielte beim Campeonato Sudamericano 1955 alle fünf Spiele. Chile belegte den zweiten Platz hinter Argentinien und war bis zum letzten Spiel noch Tabellenführer, verlor dieses aber mit 0:1 gegen Argentinien.
Beim Campeonato Sudamericano 1956 gewann Chile erneut die Vizemeisterschaft, dieses Mal hinter Uruguay. Carrasco kam in vier von fünf Spielen zum Einsatz, wobei das erste Gruppenspiel ein 4:1-Erfolg über Brasilien war. Durch den zweiten Platz qualifizierte sich Chile mit Carrasco für die Panamerikanische Fußballmeisterschaft 1956, bei der Chile mit nur einem Punkt den sechsten und damit letzten Platz belegte. Carrasco spielte bei den beiden 1:2-Niederlagen gegen Brasilien und Costa Rica. Das letzte Turnier Carrascos mit der Nationalmannschaft war das Campeonato Sudamericano 1957, bei der er gegen Brasilien und Peru zum Einsatz kam. Chile wurde mit einem Sieg und einem Unentschieden Sechster der sieben Teilnehmer.
Das letzte Länderspiel absolvierte Isaac Carrasco im Dezember 1961 beim torlosen Unentschieden im Freundschaftsspiel gegen Ungarn. Bei 25 Länderspielen für Chile erzielte Carrasco kein Tor.

### Trainer
Nach seinem Rücktritt als Spieler begann Isaac Carrasco die Trainertätigkeit bei Santiago Morning. Der frühere Verteidiger trainierte diverse chilenische Mannschaft und stieg vier Mal als Meister mit vier unterschiedlichen Teams in die Primera División auf. Die allererste Zweitliga-Meisterschaft feierte Carrasco 1967 mit Deportes Concepción, das zum ersten Mal in der Vereinsgeschichte in die höchste Spielklasse aufstieg. Weitere Meisterschaften in der Primera B gewann Carrasco zwei Jahre später mit Lota Schwager, 1976 mit Deportivo Ñublense und 1985 mit Trasandino. Dazu kommen noch zwei weitere Aufstiege: 1982 als Tabellendritter mit Trasandino und 1989 mit den Santiago Wanderers als Gewinner der Aufstiegsspiele.
1984 trainierte Carrasco die chilenische Olympiaauswahl, mit der er sich für das olympische Turnier in Los Angeles qualifizierte. Dort schied Chile im Viertelfinale gegen Italien nach Verlängerung aus. Zudem leitete Carrasco am 17. Juni 1984 die chilenische A-Nationalmannschaft beim 0:0-Unentschieden im Freundschaftsspiel gegen England. Bis 1994 trainierte er weitere Klubs aus Chile.

## Erfolge

### Spieler
Colo-Colo
- Chilenischer Meister: 1956
- Chilenischer Pokalsieger: 1958

### Trainer
Deportes Concepción
- Meister der Primera B: 1967

Lota Schwager
- Meister der Primera B: 1969

Ñublense
- Meister der Primera B: 1976

Trasandino
- Meister der Primera B: 1985